# 吉村忠史
吉村 忠史（よしむら ただし）は、フジテレビジョンニュース総局報道局マルチメディア推進部のチーフプロデューサー。
以前は、スポーツ局プロデューサー兼演出家。

## 過去に手掛けた番組
- プロ野球ニュース
- F1グランプリ
- バレーボール・ワールドカップ
- プロ野球珍プレー好プレー大賞
- うまなりクン
- K-1 GRANDPRIX（総合演出）
- SRS
- ジャンクSPORTS（第1期ではチーフディレクター、第2期ではチーフプロデューサー→スポーツプロデューサー）
- スポーツLIFE HERO'S（制作統括）